# میاوی
میاوی (انگلیسی: Miyavi؛ زادهٔ ۱۴ سپتامبر ۱۹۸۱) یک موسیقی‌دان اهل ژاپن است. وی از سال ۱۹۹۹ میلادی تاکنون مشغول فعالیت بوده‌است.